# San Pedro (departement van Jujuy)
San Pedro (Jujuy) is een departement in de Argentijnse provincie Jujuy. Het departement (Spaans:  departamento) heeft een oppervlakte van 2.150 km² en telt 71.037 inwoners.

## Plaatsen in departement San Pedro
- Arrayanal
- Arroyo Colorado
- Barro Negro
- Don Emilio
- El Acheral
- El Piquete
- El Puesto
- El Quemado
- El Sauzal
- Esquina de Quisto
- La Esperanza
- La Manga
- La Mendieta
- Miraflores
- Palos Blancos
- Parapetí
- Piedritas
- Rodeíto
- Rosario de Río Grande
- San Antonio
- San Juan de Dios
- San Lucas
- San Pedro de Jujuy
- Santa Rita